# Lipari (Italia)
Lipari (IPA: ˈlipari, Lìpari in siciliano) è un comune italiano di 12 792 abitanti della città metropolitana di Messina in Sicilia.
Il suo territorio comunale si estende su sei delle sette isole Eolie: Lipari, Vulcano, Panarea, Stromboli, Filicudi e Alicudi.

## Geografia fisica

### Territorio
Il comune di Lipari è formato da sei delle sette isole principali delle isole Eolie (Salina, infatti, è amministrativamente autonoma, in quanto si separò nel 1867), alle quali si aggiungono numerosi isolotti e scogli disabitati. Disposte a forma di Y, le isole sono ubicate al largo della Sicilia settentrionale, di fronte alla costa tirrenica messinese.
- Lipari (37,3 km², circa 10 700 abitanti)
- Vulcano (21 km², circa 300 abitanti), all'estremità sud dell'arcipelago
- Stromboli (12,2 km², circa 400 abitanti), con l'isolotto di Strombolicchio, all'estremità nord-est dell'arcipelago
- Filicudi (9,5 km², circa 250 abitanti)
- Alicudi (5,1 km², circa 100 abitanti), all'estremità ovest dell'arcipelago
- Panarea (3,4 km², circa 250 abitanti), con gli isolotti di Basiluzzo, Dattilo, Lisca Bianca e altri

Di grande importanza sono i fenomeni vulcanici, le cui manifestazioni più evidenti sono il cratere di Vulcano e quello di Stromboli. In prospettiva soprattutto storica ha una certa importanza anche il vulcanismo di Lipari, che ha originato fenomeni quali le terme di San Calogero.

## Origini del nome
L'etimologia del nome Lipari è incerta: secondo alcuni si riconnetterebbe al termine greco λιπαρός (liparós), nel senso di "grasso, untuoso" e, per estensione, "fertile". Secondo altri invece esso potrebbe derivare dal linguaggio di una popolazione siciliana preindeuropea, ed essere legato al tema libe-, col significato di "blocco di pietra".
Secondo la mitologia greca, invece, l'isola prende il nome da Liparo, colonizzatore dell'isola. Liparo, figlio di Ausone (a sua volta figlio di Ulisse) raggiunse insieme con un gruppo di guerrieri l'isola che prese il suo nome, dove fondò una fiorente colonia, introducendo l'agricoltura e regnando per molti anni.

## Storia

### Simboli

#### Stemma comunale
Su sfondo azzurro è rappresentato un castello fortificato e merlato, dotato di tre torri, di cui quella centrale è la più alta. All'ingresso del castello è rappresentato san Bartolomeo, patrono del comune. In alto è riportato il motto "Per troppo fedeltà porto corona". Lo stemma risale agli inizi del XIII secolo ed è stato formalmente riconosciuto con decreto del capo del governo del 30 aprile 1934.

#### Gonfalone
Il gonfalone municipale, concesso con regio decreto dell'8 marzo 1937, è costituito da un drappo di azzurro.

#### Simbolo dell'isola di Lipari
Il simbolo dell'isola di Lipari è un decoro del periodo barocco, caratteristico degli angoli dei balconi in ferro battuto, a cui viene tradizionalmente attribuito un importante potere protettivo. È rappresentato da due spade normanne che tagliano i quattro venti (raffigurate nei punti cardinali da mezzelune arabe), unite da un chiodo centrale (o "grande spillo"). A quest'ultimo risale la traccia del decoro barocco che ornava gli scudi degli spagnoli.

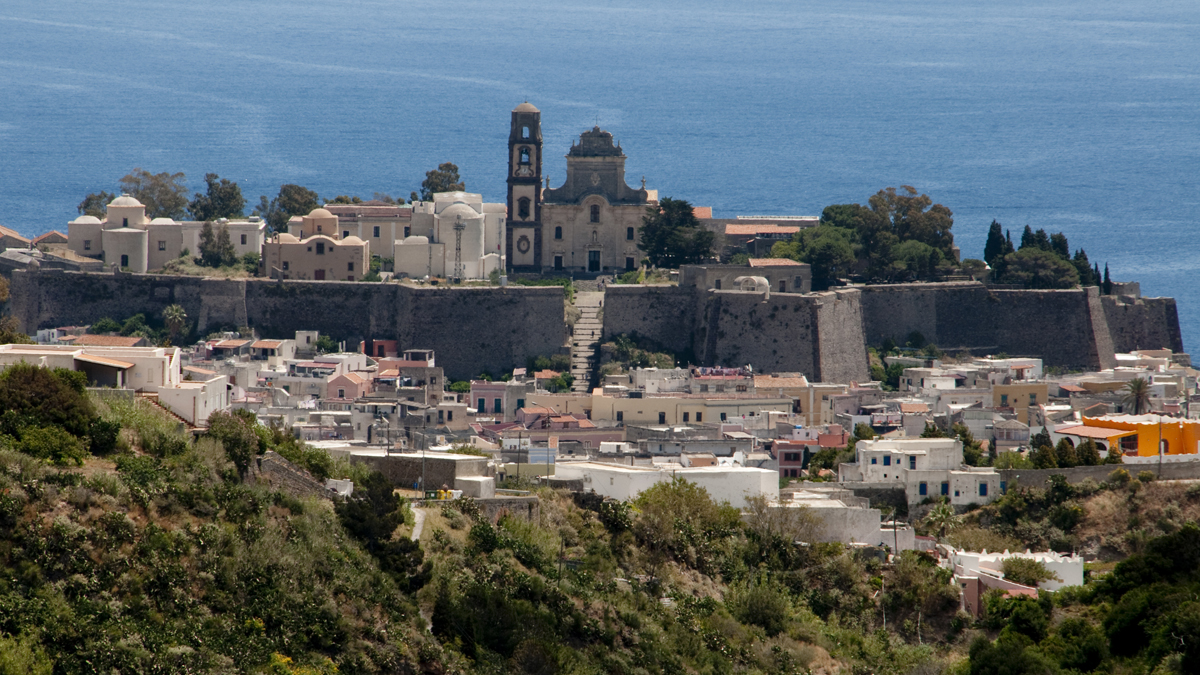
Il centro abitato di Lipari con il castello

## Monumenti e luoghi d'interesse
Strutture del periodo pre-greco
- Acropoli e contrada Diana: villaggi del Neolitico (4500-4000 a.C.), Eneolitico (3000-2300 a.C.), Bronzo Antico, medio e recente (2200-900 a.C.)

Strutture del periodo greco
- Acropoli: tracce di edifici e "bothros" detto "di Eolo";
- Contrada Diana: mura greche di IV secolo a.C. a emplekton, doppia cortina in blocchi pseudo-isodomi e con catene
- Edifici industriali di contrada Portinente (vasche di decantazione dell'argilla)

Strutture del periodo romano
- Acropoli, impianto urbanistico, domus, strade e canalizzazioni
- Contrada Diana (via Bernardino Re), stabilimento termale
- Contrada Diana (area archeologica), aggere di I secolo a.C., edifici abitativi
- Ipogei funerari di età medio e tardo imperiale

### Architetture religiose
- Basilica concattedrale di San Bartolomeo (1094), situata nel  Castello.[11][12][13]
- Chiesa di Santa Caterina d'Alessandria (XVI secolo), Castello.
- Chiesa di Maria Santissima Addolorata (XVII secolo), Castello.
- Chiesa di Maria Santissima Immacolata (XVIII secolo), Castello.
- Chiesa di Maria Santissima delle Grazie (XVIII secolo), Castello.[14]
- Monastero del Santissimo Salvatore (1094), Castello.
- Chiesa del Rosario (o Chiesa del Pozzo), situata nel centro del paese di Lipari.
- Chiesa di San Pietro, centro del paese.[15]
- Chiesa delle Anime del Purgatorio (XIII secolo), situata nella zona di Marina Corta.[16]
- Chiesa di San Giuseppe, Marina Corta.[17]
- Chiesa di Maria Santissima di Portosalvo, situata nella zona di Marina Lunga
- Chiesa di San Bartolomeo Extra-moenia (o Chiesa di Sant'Agatone Extra-moenia) (838)
- Chiesa di Sant'Antonio di Padova e convento dell'Ordine dei frati minori osservanti,[18] quest'ultima struttura adibita a sede del palazzo comunale.
- Chiesa dell'Assunzione della Beata Vergine Maria e convento dell'Ordine dei frati minori cappuccini, cimitero.[19]
- Chiesa di Santa Lucia
- Chiesa dell'Ecce Homo
- Chiesa di Santa Margherita, situata nell'omonima contrada
- Chiesa di Maria Santissima della Purità, detta anche Chiesa Nuova in località Quattropani
- Santuario di Maria Santissima della Catena
- Chiesa di San Vincenzo, nell'omonima contrada nella frazione di Canneto di Lipari
- Chiesa di San Gaetano, nella frazione di Acquacalda
- Convento dei frati minori francescani di San Bartolomeo alla Maddalena, oggi collabente, ma situato tra la Chiesa di San Giuseppe e la Chiesa di San Bartolomeo extra-Moenia
- Chiesa di Sant'Antonio Abate
- Chiesa di Sant'Anna
- Chiesa della Maddalena
- Chiesa di San Leonardo (1750 circa).[20]
- Chiesa di San Girolamo (1770 circa), documentata presso la chiesa di San Giuseppe.[21]
- Chiesa del Santissimo Nome di Maria in Pirrera.

### Architetture civili
- Architettura eoliana, il tipico modo di costruire le abitazioni
- Terme di San Calogero
- Murales di Lipari[22]

### Architetture militari
- Castello di Lipari (XI secolo), costruito su preesistenti insediamenti preistorici di varie epoche storiche dal Neolitico in avanti[11].

## Società

### Evoluzione demografica
Abitanti censiti

### Etnie e minoranze straniere
Secondo le statistiche ISTAT al 1º gennaio 2017 la popolazione straniera residente nel comune era di 1 151 persone, pari al 9% della popolazione. Le nazionalità maggiormente rappresentate in base alla loro percentuale sul totale della popolazione residente erano:

Distribuzione del gruppo siciliano

- Romania 324
- Marocco 184
- Sri Lanka 152
- Polonia 79
- Germania 57
- Tunisia 56
- Ucraina 47
- Svizzera 28
- Albania 27
- Francia 23
- Australia 19
- Cuba 18

### Lingue e dialetti
Oltre alla lingua ufficiale italiana, a Lipari si parla la lingua siciliana nella sua variante eoliana. La ricchezza di influenze del siciliano, appartenente alla famiglia delle lingue romanze e classificato nel gruppo meridionale estremo, deriva dalla posizione geografica dell'isola, la cui centralità nel mar Mediterraneo ne ha fatto terra di conquista di numerosi popoli gravitanti nell'area mediterranea.

## Cultura

### Musei
- Museo archeologico regionale eoliano "Luigi Bernabò Brea"

## Geografia antropica
Il comune di Lipari è l'unico in Italia a essere suddiviso su ben sei isole abitate, in ognuna delle quali vi sono centri abitati e case sparse.

### Frazioni
Ciascuna delle sei isole che compongono il comune di Lipari è una frazione riconosciuta a sé stante, ognuna a sua volta composta da piccoli paesi e borgate:
- Lipari: Acquacalda, Annunziata-Raviola, Canneto, Lami, Monte Gallina, Pianoconte, Pianogreca, Pirrera, Porticello, Quattropani, San Salvatore, Santa Margherita
- Vulcano: Gelso, Vulcanello, Vulcano Piano, Vulcano Porto
- Stromboli: Ginostra, Piscità, San Bartolo, San Vincenzo
- Panarea: Ditella, Drauto, San Pietro
- Filicudi: Filicudi Porto, Pecorini, Pecorini a Mare, Stimpagnato
- Alicudi: Alicudi Porto, Perciato

## Amministrazione
Di seguito è presentata una tabella relativa ai primi cittadini che si sono succeduti in questo comune dal 1951.
| Periodo           | Periodo          | Primo cittadino         | Partito                   | Carica                  | Note          |
| ----------------- | ---------------- | ----------------------- | ------------------------- | ----------------------- | ------------- |
| ottobre 1951      | giugno 1952      | Antonino Saltalamacchia | Democrazia Cristiana      | Sindaco                 | [ 25 ]        |
| giugno 1952       | 3 luglio 1975    | Francesco Vitale        | Democrazia Cristiana      | Sindaco                 | [ 25 ]        |
| 4 luglio 1975     | 22 dicembre 1980 | Tommaso Carnevale       | Democrazia Cristiana      | Sindaco                 | [ 25 ]        |
| 23 dicembre 1980  | 5 aprile 1981    | Bartolo Cannistrà       | Democrazia Cristiana      | Sindaco                 | [ 25 ]        |
| 6 aprile 1981     | 4 aprile 1982    | Tommaso Carnevale       | Democrazia Cristiana      | Sindaco                 | [ 25 ]        |
| 5 aprile 1982     | 27 marzo 1983    | Marcello D'Albora       | Democrazia Cristiana      | Sindaco                 | [ 25 ]        |
| 28 marzo 1983     | 17 giugno 1983   | Bartolo Cannistrà       | Democrazia Cristiana      | Sindaco                 | [ 25 ]        |
| 18 giugno 1983    | 1º giugno 1984   | Emanuele Carnevale      | Democrazia Cristiana      | Sindaco                 | [ 25 ]        |
| 2 giugno 1984     | 27 maggio 1985   | Tommaso Carnevale       | Democrazia Cristiana      | Sindaco                 | [ 25 ]        |
| 28 maggio 1985    | 23 luglio 1985   | Angelo Li Donni         | Democrazia Cristiana      | Sindaco                 | [ 25 ]        |
| 24 luglio 1985    | 22 luglio 1986   | Letterio Corbo          | -                         | Commissario prefettizio | [ 25 ]        |
| 23 luglio 1986    | 15 febbraio 1987 | Tommaso Carnevale       | Democrazia Cristiana      | Sindaco                 | [ 25 ]        |
| 16 febbraio 1987  | 30 gennaio 1988  | Emanuele Carnevale      | Democrazia Cristiana      | Sindaco                 | [ 25 ]        |
| 31 gennaio 1988   | 14 giugno 1988   | Tommaso Carnevale       | Democrazia Cristiana      | Sindaco                 | [ 25 ]        |
| 15 giugno 1988    | 31 agosto 1988   | Annalisa Leone          | Democrazia Cristiana      | Sindaco                 | [ 25 ]        |
| 1º settembre 1988 | 18 novembre 1989 | Angelo Li Donni         | Democrazia Cristiana      | Sindaco                 | [ 26 ]        |
| 18 novembre 1989  | 16 novembre 1992 | Mariano Bruno           | Democrazia Cristiana      | Sindaco                 | [ 26 ]        |
| 16 novembre 1992  | 26 novembre 1993 | Tommaso Carnevale       | Democrazia Cristiana      | Sindaco                 | [ 26 ]        |
| 27 novembre 1993  | 31 gennaio 1994  | Emanuele Carnevale      | Democrazia Cristiana      | Sindaco                 | [ 25 ] [ 27 ] |
| 1º febbraio 1994  | 28 giugno 1994   | Antonino Caiola         | -                         | Commissario prefettizio | [ 25 ]        |
| 28 giugno 1994    | 12 luglio 2001   | Michele Giacomantonio   | Partito Popolare Italiano | Sindaco                 | [ 26 ]        |
| 13 luglio 2001    | 28 novembre 2001 | Antonino Turrisi        | -                         | Commissario prefettizio | [ 25 ]        |
| 29 novembre 2001  | 8 maggio 2012    | Mariano Bruno           | Forza Italia              | Sindaco                 | [ 26 ]        |
| 8 maggio 2012     | 13 giugno 2022   | Marco Giorgianni        | Lista civica              | Sindaco                 | [ 26 ]        |
| 13 giugno 2022    | in carica        | Riccardo Gullo          | Lista civica              | Sindaco                 | [ 26 ]        |

### Gemellaggi
- Auronzo di Cadore
- Canada Bay

### Altre informazioni amministrative
Il comune di Lipari fa parte delle seguenti organizzazioni sovracomunali: regione agraria n. 11 (Isole di Lipari).

## Galleria d'immagini

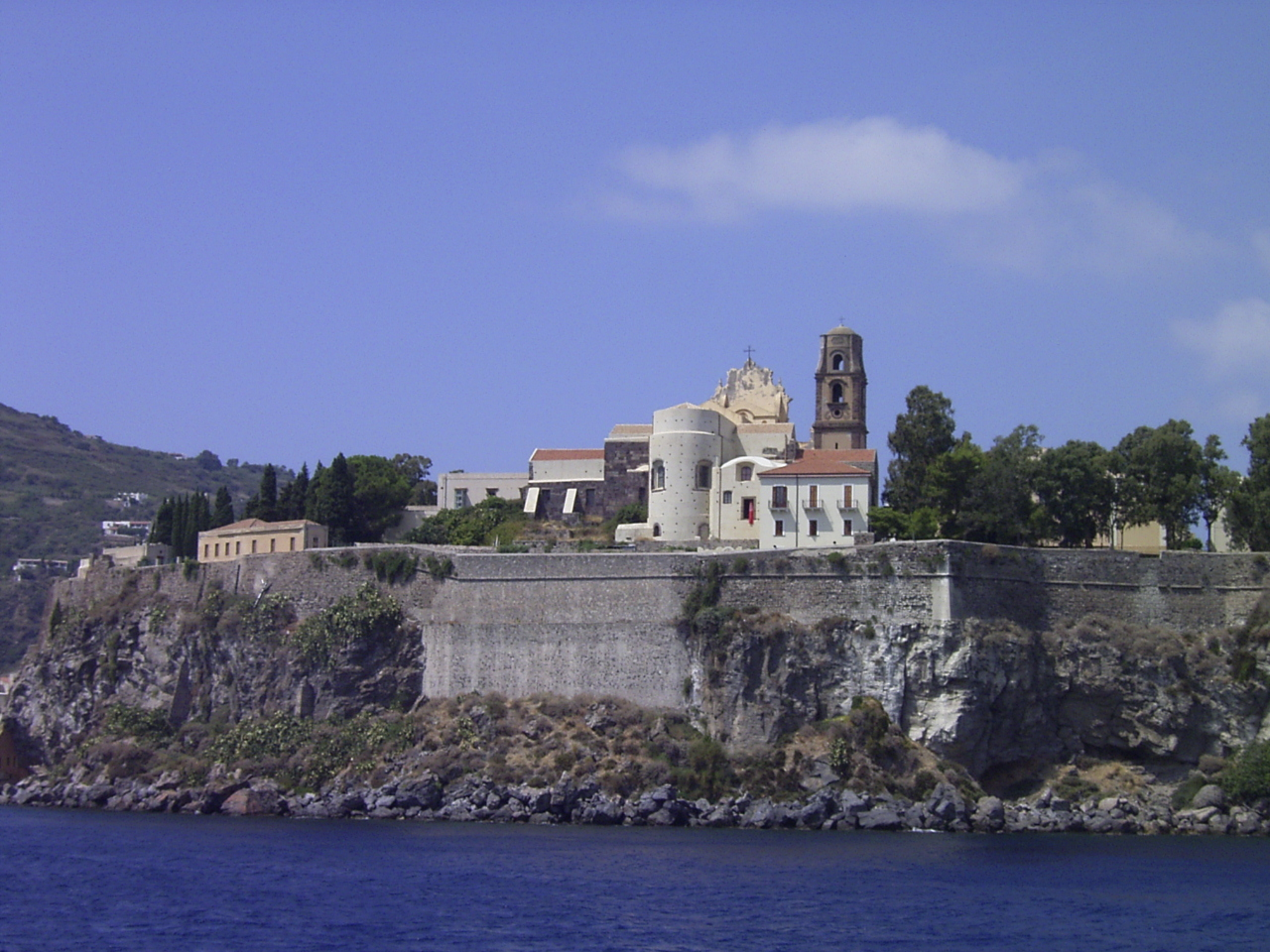
Il castello di Lipari
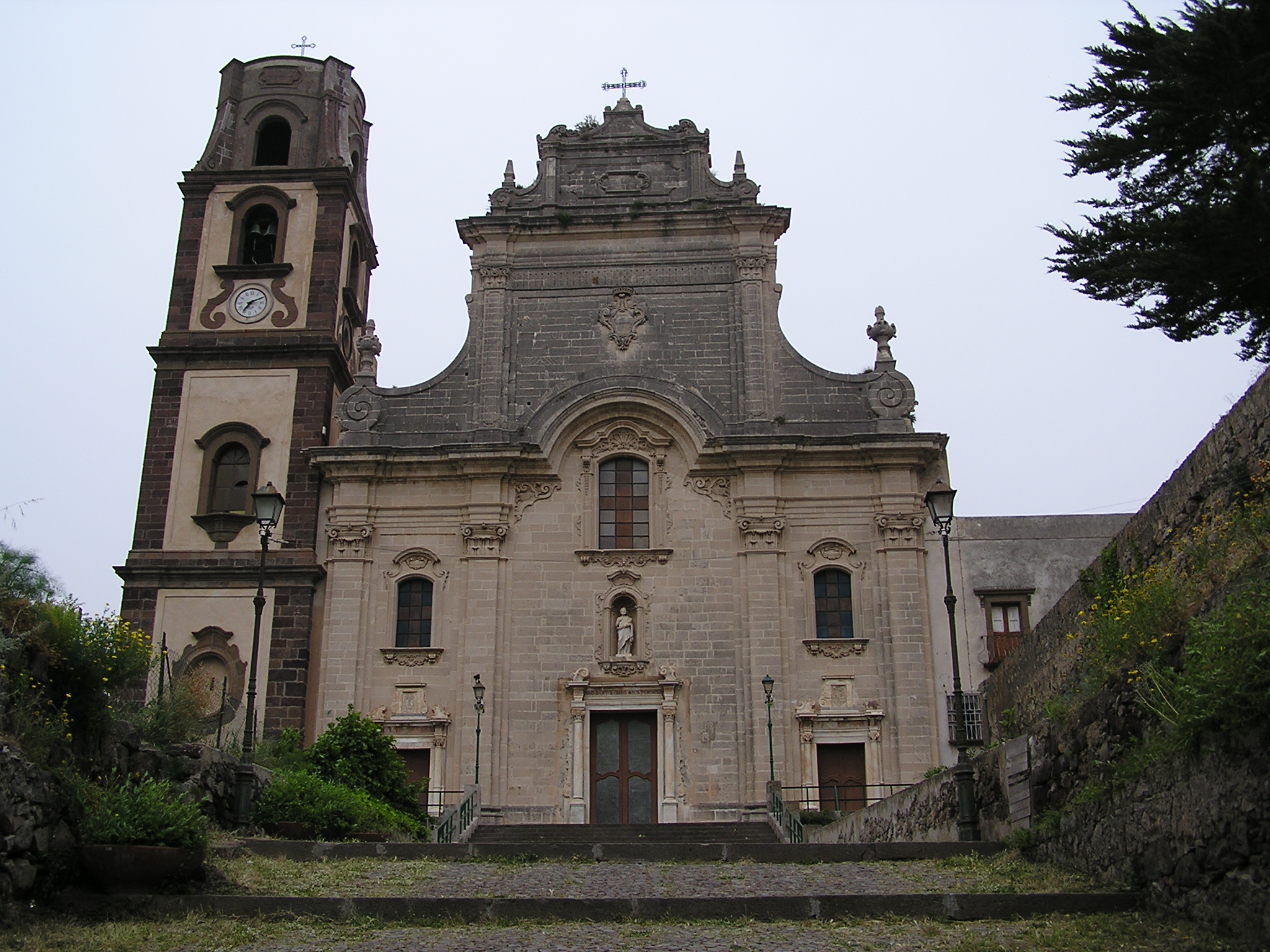
Cattedrale di San Bartolomeo
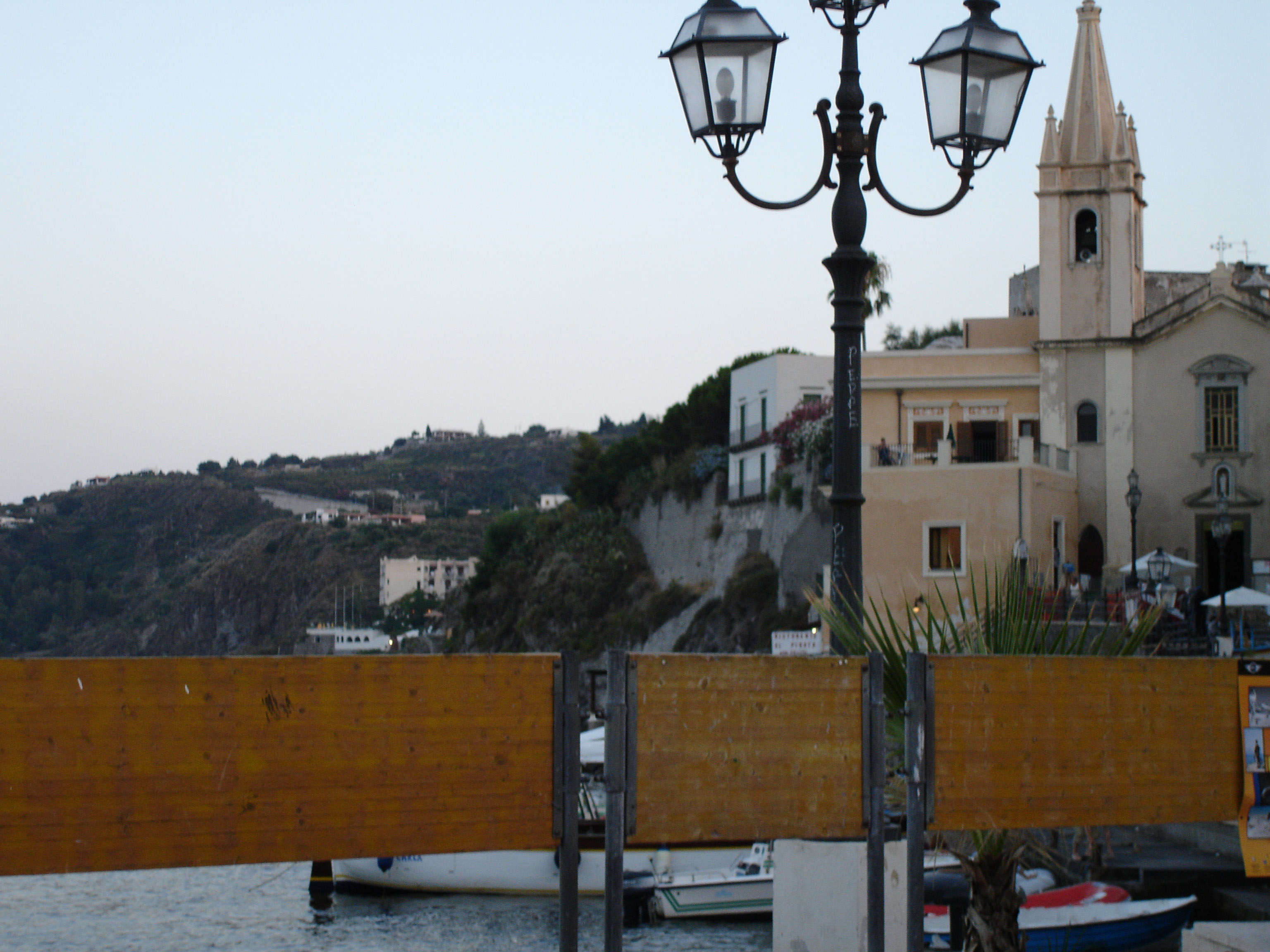
Porticciolo di Marina Corta
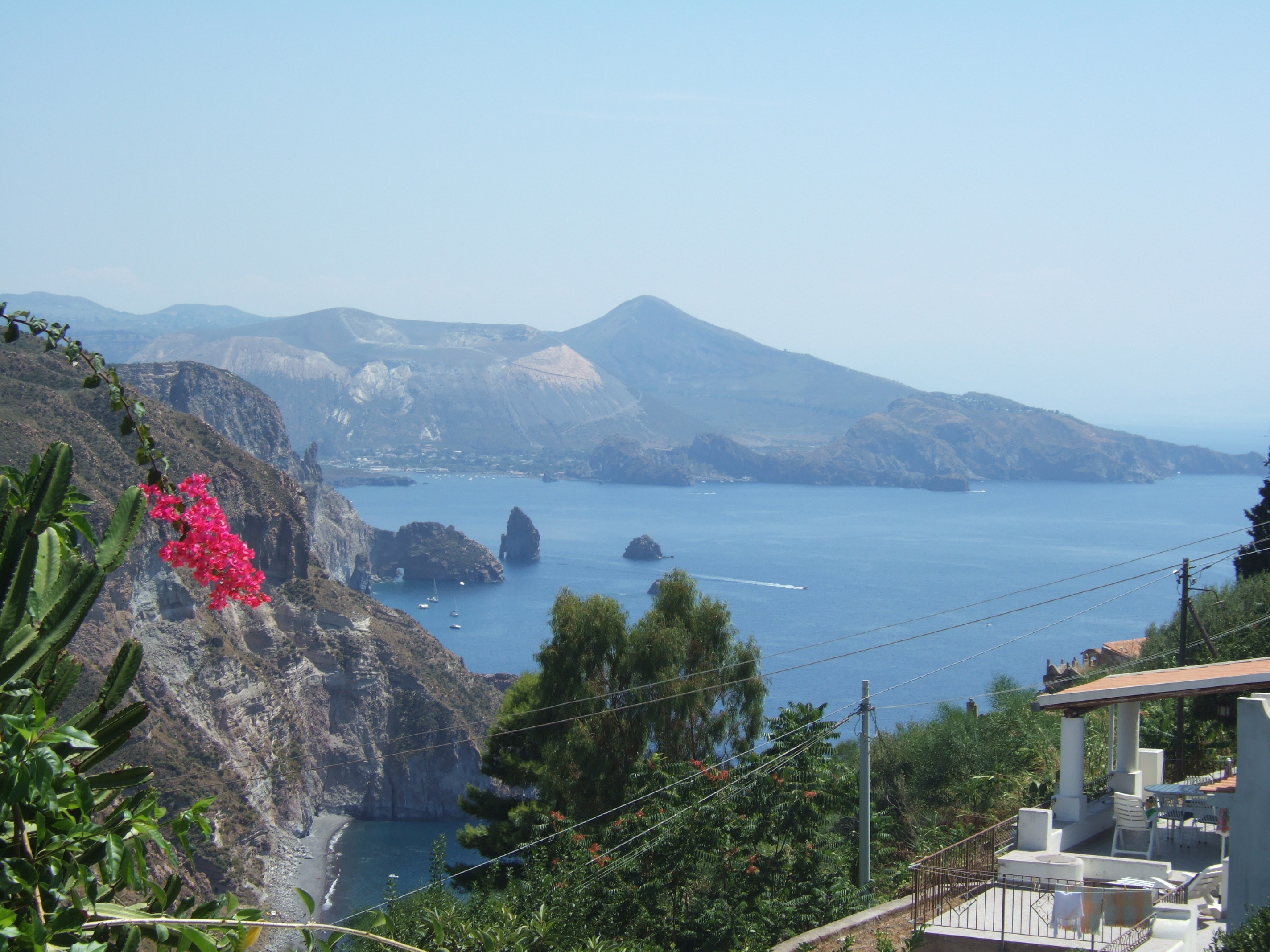
Panorama di Lipari da Quattrocchi e sullo sfondo l'isola di Vulcano
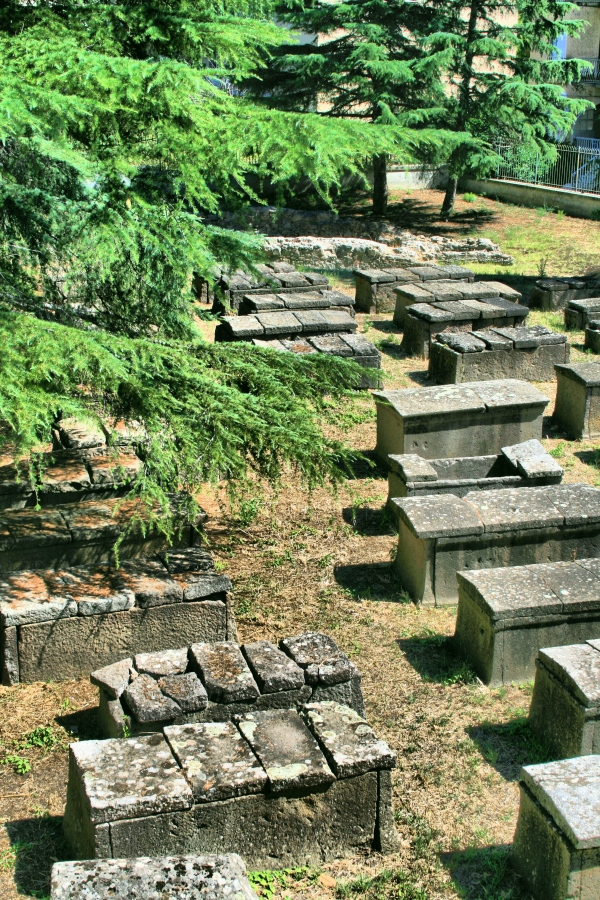
Reperti greci nella zona centro storico